# Port lotniczy São Tomé
Port lotniczy São Tomé (ang. São Tomé International Airport) (IATA: TMS, ICAO: FPST) - międzynarodowy port lotniczy w São Tomé, stolicy Wysp Świętego Tomasza i Książęcej. Został otwarty w 1992. Jest to największe lotnisko tego kraju.

## Linie lotnicze i połączenia
| Linia Lotnicza       | Kierunek                        |
| -------------------- | ------------------------------- |
| AfriJet              | 1. Libreville 2. Wyspa Książęca |
| ASKY Airlines        | 1. Libreville 2. Lome           |
| STP Airways          | 1. Lizbona 2. Wyspa Książęca    |
| TAAG Angola Airlines | 1. Luanda                       |
| TAP Portugal         | 1. Akra 2. Lizbona              |